# Muromske (Muromske), Bilohirsk
Muromske (în ucraineană Муромське) este localitatea de reședință a comunei Muromske din raionul Bilohirsk, Republica Autonomă Crimeea, Ucraina.

## Demografie
Componența lingvistică a localității Muromske
     Rusă (51,1%)
     Tătară crimeeană (28,9%)
     Ucraineană (18,02%)
     Alte limbi (0,66%)
Conform recensământului din 2001, majoritatea populației localității Muromske era vorbitoare de rusă (51,1%), existând în minoritate și vorbitori de tătară crimeeană (28,9%) și ucraineană (18,02%).